# River Clun
River Clun är ett vattendrag i Storbritannien.   Det ligger i riksdelen England, i den södra delen av landet, 210 km nordväst om huvudstaden London.